# Ștefan Tașnadi
Ștefan Tașnadi (ur. 21 marca 1953 w Klużu-Napoce, zm. 28 lutego 2018 tamże) – rumuński sztangista, srebrny medalista olimpijski i mistrz świata z Los Angeles.
Brał udział w dwóch igrzyskach (IO 80, IO 84). Zajął drugie miejsce w 1984 w wadze ciężkiej II, jednak dokonał tego pod nieobecność sportowców z części krajów Bloku Wschodniego, m.in. radzieckich sztangistów. Tym samym zdobył również srebro mistrzostw świata.